# June Nunatak
June Nunatak är en nunatak i Antarktis. Den ligger i Västantarktis. Nya Zeeland gör anspråk på området. Toppen på June Nunatak är 1 643 meter över havet.
Terrängen runt June Nunatak är kuperad söderut, men norrut är den bergig. Terrängen runt June Nunatak sluttar österut. Trakten är obefolkad. Det finns inga samhällen i närheten.